# A burok (regény)
A Burok (The Host) Stephenie Meyer amerikai írónő science fiction-regénye. 
A könyv az Egyesült Államokban 2008. május 6-án jelent meg. A regény április 2-án jelent meg az Egyesült Királyságban, Írországban, Indonéziában, Ausztráliában, a Fülöp-szigeteken és Hongkongban is, lefordították cseh, dán, héber, holland, kínai, magyar, német, olasz, portugál, román, spanyol, svéd és szerb nyelvre is.
A történet egy olyan világban zajlik, ahol az emberiséget leigázta egy idegen faj, akik magukat Lelkeknek (Souls) nevezik.
Számos bolygót hódítottak meg a Föld előtt, a Földet pedig kellemes, békés hellyé változtatják, ahol nincs erőszak és mindenki segít a másiknak.

## Háttere
A könyv ötlete egy hosszú autóúton fogant meg Stephenie Meyer fejében. Miközben az arizonai Phoenixből Salt Lake Citybe ment, Meyer történeteket talált ki, hogy szórakoztassa magát.
Ian eredetileg csak mellékszereplő volt, és Meyer nem tervezett románcot közte és Vándor között.
Melanie, akinek a testébe főszereplő Vándor beleköltözött, „örökre megváltoztatta azt, ahogy Vándor a világot látta.” A könyv címe is erre utal. A regény elején szereplő vers May Swenson amerikai költő Kérdés című verse, ami arról szól, az elme mennyire áll kapcsolatban a test létezésével. A Vogue-nak adott interjújában Meyer kijelentette, hogy a testről alkotott kép a regény egyik fő témája. Arra akarta felhívni a figyelmet, hogy bár sokszor kritizáljuk a testünket, értékelnünk kellene, hogy egyáltalán van.
A magyar cím úgy született, hogy az Agave kiadó pályázatot írt ki a regény címére.

## Történet
|  | Alább a cselekmény részletei következnek! |

Melanie 'Mel' Stryder az egyik utolsó ellenálló a Földön, miután az idegenek átvették a hatalmat. Vándor, az idegen korábban nyolc másik bolygón élt, amit elfoglaltak, Melanie a kilencedik gazdatestje. Azért ültetik be, hogy elvezesse őket a többi ellenálló nyomára. Mikor bekerül Melanie testébe, emberi emlékek és érzelmek öntik el. Ráébred, hogy ottléte nem törölte ki teljesen Melanie tudatát. Ezt eltitkolja fajtársai elől. Vándor érzékeli Melanie vágyódását barátja, Jared Howe és öccse, Jamie Stryder után, és ő maga is szeretni kezdi őket. Elindul kideríteni, élnek-e még. Melanie emlékeire hagyatkozva eljut egy sivatagi rejtekhelyre, ahol Melanie nagybátyja, Jeb és más rejtőzködő emberek élnek. Az emberek hozzáállása Vándorhoz ott töltött ideje alatt változó: többnyire gyűlölik és parazitának tartják, van, aki meg akarja ölni, Jared zavart érzelmekkel viseltetik a szerelme testében létező idegen iránt, Jamie, egy Ian nevű férfi és mások azonban összebarátkoznak vele. Ian és Vándor egymásba szeretnek, de Vándort összezavarja, hogy tudatában keverednek saját érzései Melanie Jared iránti szerelmével, Melanie-t pedig dühíti, amikor Ian közeledik az ő testében élő Vándorhoz.
Mikor Jamie megbetegedik, Vándor kimegy a külvilágba és gyógyszert hoz. Nemsokára egyre többször hoz szükséges dolgokat az embereknek, kihasználva, hogy szabadon mozog az idegenek közt. Megtanítja az egyik embert, egy orvost, hogy hogyan lehet eltávolítani az emberi testet megszálló idegeneket úgy, hogy egyikük se sérüljön, de két feltételt szab: az egyik, hogy az idegeneket tovább kell küldeniük egy másik bolygóra, ahol élhetnek, a másik pedig, hogy őt is eltávolítja Melanie testéből, és eltemeti, mert nem akar többé élősködőként élni. Iant feldühíti, hogy Vándor véget akar vetni az életének, hogy Jared visszakaphassa Melanie-t. Az orvos eltávolítja Vándort Melanie testéből, Vándor pedig, aki a halálra készült, meglepődik, amikor felébred egy új testben, egy olyan lányéban, akit gyermekkorában szálltak meg, ezért nem volt kialakult egyénisége, amit elnyomtak volna. Kiderül, hogy Jared és Ian kérésére tette az orvos ebbe a testbe, és az emberek szeretnék, ha velük maradna. A lázadócsoport később találkozik egy másik rejtőző embercsapattal, akik közt szintén van egy közéjük beilleszkedő idegen, és olyan gyermeket is látnak, akibe emberi testet elfoglalt szülei már nem akarnak Lelket beültetni. Mindez azt sugallja, van remény a két faj békés együtt élésére.
|  | Itt a vége a cselekmény részletezésének! |

## Fogadtatása
A könyv vezette a The New York Times bestsellerlistáját, 26 hetet töltött ezen a listán, és 36 hetet a Los Angeles Times bestsellerlistáján. Kanadában, a Maclean's Magazin 10 legtöbb példányszámban elkelt könyve listáján is az első helyre került.
Az Amazon.com május legjobb könyvének nevezte a regényt, és megjegyezte, hogy a vég elég nyitott az esetleges folytatásokhoz. Meyer beszélt arról, hogy folytatást is tervez, 2009 novemberében azt mondta, szeretné, ha trilógia lenne a könyvből.

## Magyarul
- A burok; ford. Farkas Veronika; Agave Könyvek, Bp., 2008
- A burok; ford. Farkas Veronika; bőv. kiad.; Agave Könyvek, Bp., 2015

## Filmtervek
2013-ban A burokból filmet forgattak Andrew Niccol rendezésében és Saoirse Ronan főszereplésével. A filmet 2009 szeptemberében jelentették be, Nick Wechsler, Steve Schwartz és Paula Mae Schwartz szerezte meg a megfilmesítés jogait független forrásokból származó pénzzel. 2011 elején, a forgatás megkezdése előtt Susanna White lett az új rendező Niccol helyett, májusban azonban újra Niccol lett a rendező, ugyanebben a hónapban jelentették be, hogy Ronan alakítja Vándor/Melanie-t.

## Külső hivatkozások
- Agave Könyvek. (Hozzáférés: 2010. december 21.)
- Stephenie Meyer: A burok (magyar nyelven). Agave, 2009, ford.: Farkas Veronika. moly.hu. (Hozzáférés: 2010. december 21.)